# Colura tortifolia
Colura tortifolia là một loài Rêu trong họ Lejeuneaceae. Loài này được (Mont. & Nees) Trevis. mô tả khoa học đầu tiên năm 1916.